# Чивитакампомарано
Чивитакампомара̀но (на италиански: Civitacampomarano, на местен диалект Civëtë, Чивътъ) е село и община в Южна Италия, провинция Кампобасо, регион Молизе. Разположено е на 520 m надморска височина. Населението на общината е 545 души (към 2010 г.).